# 布拉夫斯普林斯鎮區 (伊利諾伊州卡斯縣)
布拉夫斯普林斯鎮區（英語：Bluff Springs Township）是位於美國伊利諾伊州卡斯縣的一個行政鎮區。

## 地方資料
根據2010年美國人口普查的數據，布拉夫斯普林斯鎮區的面積為154.70平方千米，當中陸地面積為149.60平方千米，而水域面積為5.10平方千米。當地共有人口833人，而人口密度為每平方千米5.38人。